# NGC 3876
NGC 3876 est une galaxie spirale située dans la constellation de la Vierge. NGC 3876 a été découverte par l'astronome germano-britannique William Herschel en 1784.

## Caractéristiques
Sa vitesse par rapport au fond diffus cosmologique est de 3 245 ± 25 km/s, ce qui correspond à une distance de Hubble de 47,9 ± 3,4 Mpc (∼156 millions d'al).
La classe de luminosité de NGC 3876 est I-II et elle présente une large raie HI.